# Anoplognathus montanus
Anoplognathus montanus är en skalbaggsart som beskrevs av Macleay 1873. Anoplognathus montanus ingår i släktet Anoplognathus och familjen Rutelidae. Inga underarter finns listade i Catalogue of Life.